# Adam Zygmunt Pełka
Adam Zygmunt Pełka z Grabownicy herbu Radwan (zm. 3 września 1777) – skarbnik sandomierski, miecznik sandomierski, chorąży pilzneński, chorąży sandomierski, kasztelan połaniecki, kasztelan małogoski, rotmistrz chorągwi pancernej 3. Brygady Kawalerii Narodowej, chorąży chorągwi husarskiej biskupa krakowskiego w Pułku Hetmana Wielkiego Koronnego w 1760 roku.
Pochodził ze szlacheckiego rodu herbu Radwan. Według Paprockiego Pełkowie wywodzili się z ziemi sanockiej i pisali się z Grabownicy. Był synem Stanisława Pełki i Teresy Staniszewskiej.
W 1764 roku był elektorem Stanisława Augusta Poniatowskiego z województwa sandomierskiego. W 1766 roku został wyznaczony senatorem rezydentem. Zmarł bezżenny 3 września 1777 roku.

## Kariera
- skarbnik sandomierski (1735-1756),
- miecznik sandomierski (1756-1757),
- chorąży pilzneński(1757-1758),
- chorąży sandomierski (1758-1762),
- kasztelan połaniecki (1762-1764),
- kasztelan małogoski od 12 grudnia 1764.

## Ordery i odznaczenia
- Order Świętego Stanisława (1775)[4].